# Варнішкес
Каша Варнішкес, варнічкес, чи варнічки (їд: קאשע ווערנישקעס) — традиційна єврейська страва серед ашкеназів, що зародилась в Україні. Вона поєднує в собі гречану кашу з макаронами або з локшен (єврейська яєчна локшина), у сучасному варіанті використовуються фігурні макарони, найпопулярніші фарфалле (бантики/метелики).
Каша варнішкес колись вважалася святковою їжею, її подавали на Шабат, Пурим, або Хануку (роблячі її на оливковій олії).

## Етимологія
Слово «Варнішкес» має родинні зв'язки з українським словом вареники (від слова варити). В Україні, варениками називають тісто з начинкою (гречана каша з обсмаженою цибулею і грибами була однією з начинок для вареників), а варнішкес - тісто без начинки (ледачий варіант, як і ліниві голубці). Коли закінчувалася начинка для креплах або вареників, для яких тісто нарізали на квадрати по 5 см, ці зайві шматочки тіста защипували посередині, виходили бантики. Пізніше, єврейські кухарі вирішили, що буде набагато легше приготувати окремо гречану кашу та локшину, а вже потім змішати їх з обсмаженою цибулею. В результаті з'явилося нове блюдо - каша варнішкес.

## Історія
Гречка прийшла в Україну і стала однією з найпоширеніших начинок українських вареників ще з VII століття. Назва та сама страва варнішкес загалом нагадують їдишську адаптацію українських вареників. Ця страва була вдосконалена євреями на ашкеназький манер, кашу варнічкес готували з квадратної локшини або галушок, смажених із гречкою та цибулею у шмальці з гусячими чи курячими шкварками.
Одна з перших згадок про Варнічкес міститься в їдишській п'єсі Абрама Гольдфадена «Die Mumeh Sosye» («Тітка Сося») 1898. Рецепт, опублікований в американській кулінарній книзі на їдиші в 1925 році, містить локшину або дамплінги з начинкою - гречаною кашою.
Кулінарний історик Гіл Маркс припускає, що сучасний вигляд страви був розроблений в Нью-Йорку в кінці XIX століття в результаті культурного обміну з італійцями, які виробляли пасту. Доступність сушених макаронних виробів та простота їх використання ще до середини XX століття також, ймовірно, сприяли переходу на сучасні, стандартні макарони-метелики.
Поширення Каші Варнішкес в США відбулося після того, як громади ашкеназів зі Східної Європи втекли через зростаючий антисемітизм та погроми, шукаючи притулку в інших країнах. Вони привезли з собою в Америку свої кулінарні традиції, у тому числі й кашу варнішкес, тому вона стала широко популярна в американській єврейській кухні. Зараз нащадки емігрантів сприймають її як comfort food — звичайну домашню, дещо ностальгічну, їжу.

У статті для газети Нью-Йорк Таймс, 16 грудня 2024 року, Джоан Натан розповіла про подорож своєї доньки Даніели в Україну, де вона відвідала «Кафе Єрусалим», крихітний єврейський ресторанчик у Львові, власнецею та шеф-кухарем якої є Лола Ланда, пізніше Джоан в листуванні розпитала Маріанну Душар про страву варнішкес, на що гастрономічна антропологиня відповіла
|                  | Пані Ланда використовує більш темно обсмажену європейську цільну крупу, яку зараз легко знайти в слов’янських або східноєвропейських продуктових магазинах у Сполучених Штатах. Вона також грається з локшиною, яка, з мого досвіду, завжди має бути “метеликом”. Іноді вона готує її з нуля – того дня, коли Даніела була там, вона була схожа на джемеллі (вид пасти – ред.) – і готує у шмальці зі шкварками. |
| — Маріанна Душар | |

## Варнішкес у культурі

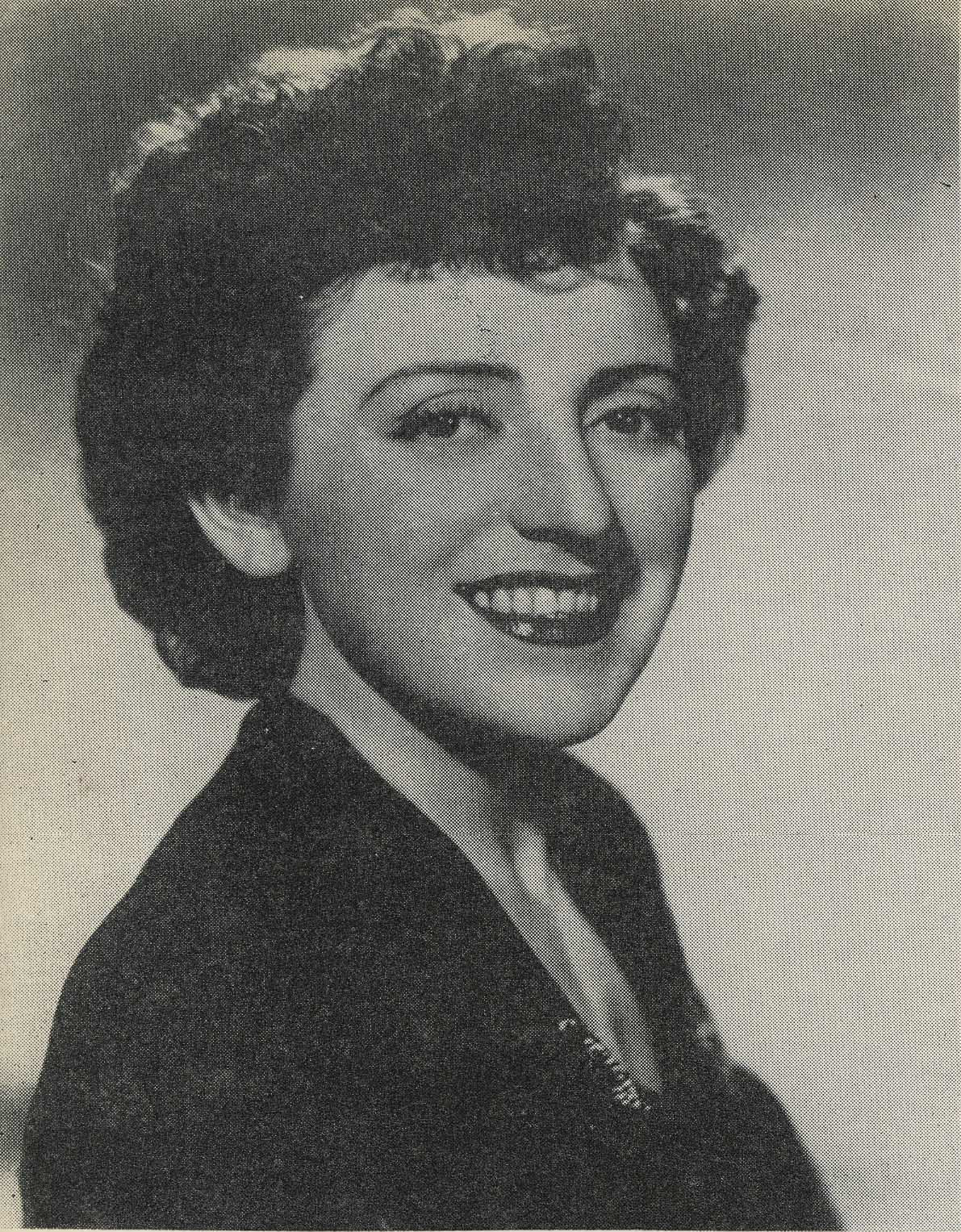
Маша Беня, з обкладинки партитури Hensley Music Company/Metro Music для Varnishkes (середина 1950-х).

Цій страві присвячено народну пісню «װאַרניטשקעס» (варнітчкес), невідомо хто її автор.
Серед виконавців:
- Зіновій Шульман Varnitchkes 1939
- Маша Беня[en][10] 1961[11]
- Михайло Олександрович[en] Varnitshkes 1968